# بلندی‌های سلنگا
بلندی‌های سلنگا (روسی: Селенгинское среднегорье) یک کوهستان در استان بوریاتیای کشور روسیه است.